# Cyrtodactylus samroiyot
Espèce
Cyrtodactylus samroiyot est une espèce de geckos de la famille des Gekkonidae.

## Description

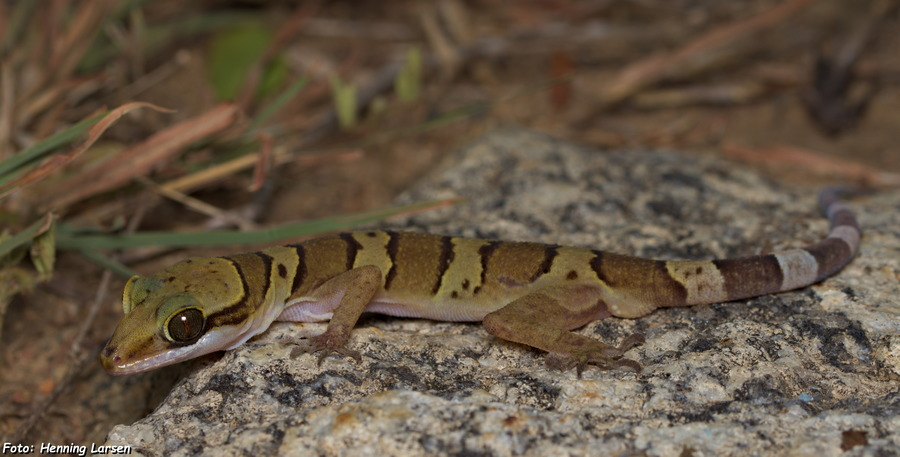

## Répartition
Cette espèce est endémique de la province de Prachuap Khiri Khan au Thaïlande.

## Étymologie
Son nom d'espèce lui a été donné en référence au lieu de sa découverte, le district de Sam Roi Yot.

## Publication originale
- Pauwels & Sumontha, 2014 : Cyrtodactylus samroiyot, a new limestone-dwelling Bent-toed Gecko (Squamata: Gekkonidae) from Prachuap Khiri Khan Province, peninsular Thailand. Zootaxa, no 3755 (6), p. 573–583.